# Jewelry Songs
『Jewelry Songs』（ジュエリー ソングス）は、上原れなの2作目のアルバム。2009年11月6日にフィックスレコードからSACDハイブリッド盤としてリリースされた。

## 概要
- 上原れなのCDとしては初めてのSACDハイブリッド盤である。
- 発売日の時点でのタイアップ曲は５曲であった[1]。

## 収録曲
1. WORDS OF LOVE [5:00]
作詞：上原れな、作曲・編曲：衣笠道雄
  - 本アルバムリリース後、PCゲームソフト『愛佳でいくの!!』オープニングテーマに使用された。
2. 夢のつづき [4:38]
作詞:須谷尚子、作曲・編曲:衣笠道雄
  - OVA『うたわれるもの』エンディングテーマ。3rdシングル。
3. ひとつだけ [4:07]
作詞：未海、作曲・編曲：衣笠道雄
4. Hold a dream [4:08]
作詞：須谷尚子、作曲・編曲：松岡純也
  - PCゲームソフト『君が呼ぶ、メギドの丘で』オープニングテーマ。
  - 上原れなが受けたフィックスレコードのオーディションでの課題曲であった[2]。
5. Seed [5:17]
作詞：須谷尚子、作曲・編曲：松岡純也
  - PCゲームソフト『君が呼ぶ、メギドの丘で』エンディングテーマ。
6. Happiness in my life [4:40]
作詞：上原れな、作曲・編曲：松岡純也
7. ありがとう [5:08]
作詞：上原れな、作曲・編曲：松岡純也
8. 命の証 [4:58]
作詞：上原れな、作曲・編曲：衣笠道雄
9. 余韻 [4:27]
作詞：U、作曲・編曲：光田英生
  - 本アルバムリリース後、PCゲームソフト『愛佳でいくの!!』クレジットテーマに使用された。
10. Tears to Tiara ～the essence～ [3:53]
作詞：豆田将、作曲・編曲：豆田将
  - PSPソフト『ティアーズ・トゥ・ティアラ外伝 -アヴァロンの謎-』オープニングテーマ。PCゲームソフト『Tears to Tiara』オープニングテーマ「Tears to Tiara」をカバーしたものである。
11. Please sing with me [6:00]
作詞：須谷尚子、作曲：石川真也、編曲：松岡純也
  - PSPソフト『ティアーズ・トゥ・ティアラ外伝 アヴァロンの謎』エンディングテーマ。
12. After All [4:06]
作詞：未海、作曲：石川真也、編曲：衣笠道雄
  - 2010年3月6日発売のPCゲームソフト『WHITE ALBUM2 -introductory chapter-』で、本曲の歌詞の一部を変更した「After All ～綴る想い～」が使用された。